# 中國—印度尼西亞關係
中國—印度尼西亚关系是指歷史上的中國和印尼、以至現在中華人民共和國與印度尼西亞共和國之間的雙邊關係。兩國在許多世紀以來都保持著貿易關係，現代兩國的正式外交關係於1950年4月13日建立。
從1949年到1965年期間，中國及蘇加諾領導下的印尼關係良好，兩國都支持不結盟運動。而且由於蘇加諾當時對巴布亞及東帝汶的領土爭端導致與西方的摩擦增加，因此印尼與東方陣營關係更加密切。蘇加諾當時打算讓印度尼西亞與中國和其他共產主義政權結成反帝國主義聯盟，但由於其親東方陣營立場受到軍方、民族主義者和伊斯蘭團體反對，並認為蘇加諾與共產主義中國的密切聯盟損害了印度尼西亞的主權，甚至有可能在在印尼建立共產主義政權。這導致蘇哈托及其支持者策動軍事政變，把蘇加諾趕下台，其後在全國策動反共大屠殺，史稱九·三〇事件，估計有50萬至100萬人被殺，两国关系因此急劇恶化。1967年，蘇哈托下令在印尼境內禁止中國文學、文化和文字，鼓勵放棄中文名字，並中止與中國的外交關係。1967年10月27日，中華人民共和國发表声明与印尼断交，并于10月31日关闭中華人民共和國驻印度尼西亚大使馆，召回使馆人员，此后印尼一度成为少数既没有与中华人民共和国建交也没有与中华民国建交的国家。1990年8月8日，两国恢复外交关系正常化。
兩國同時都是亞太經合組織和二十國集團的成員，2005年印尼與中國建立戰略夥伴關係，其後貿易流量穩步增長並成為印尼最大的貿易夥伴，現任總統佐科維多多和中國總統習近平的親密關係推動了雙向投資，印尼支持“一帶一路”倡議。

## 歷史

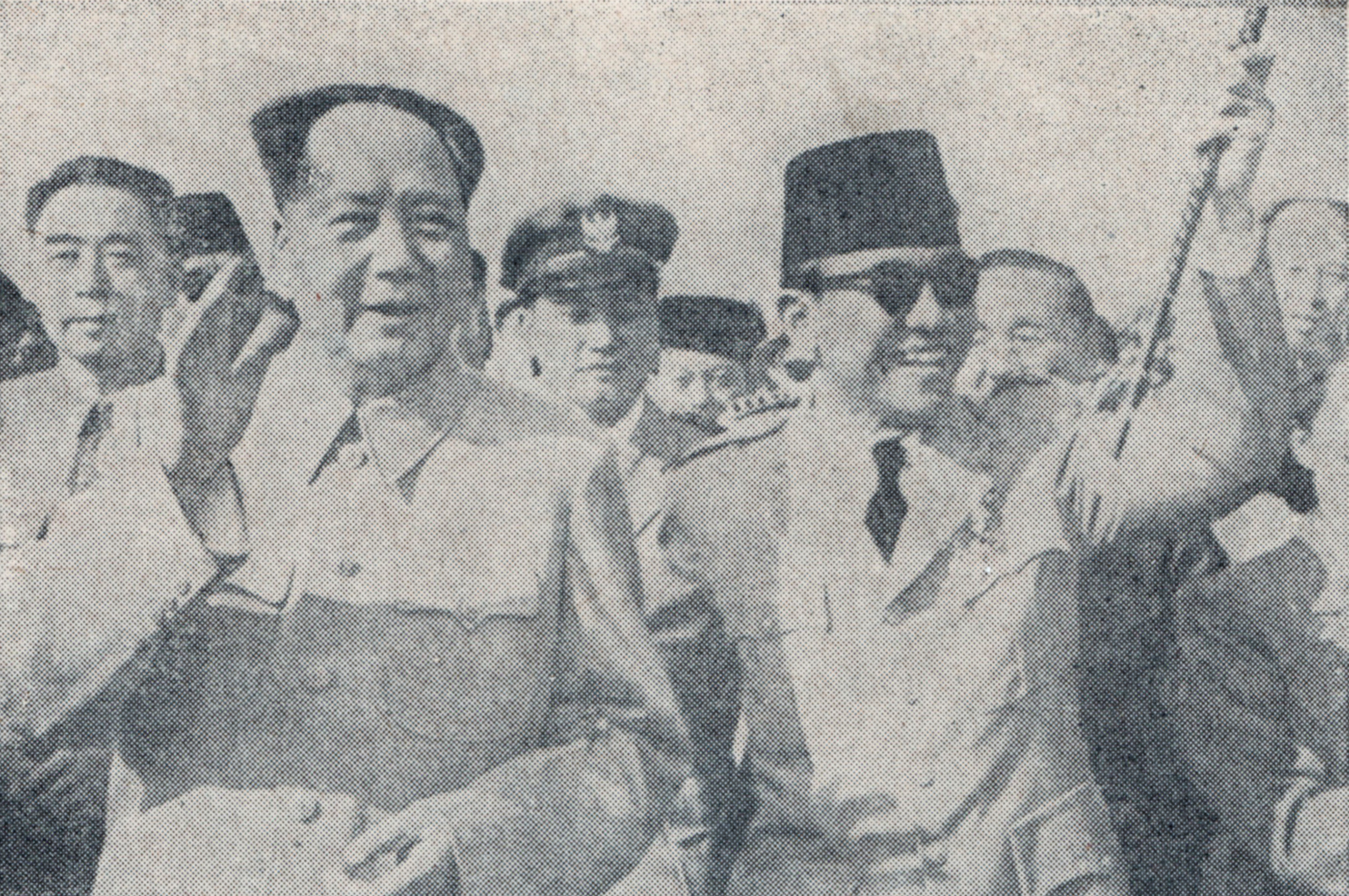
毛澤東與蘇卡諾（攝於1956年）

中國與印尼關係不遲於7世紀開始。印尼位於海上絲綢之路，當地出土瓷器也表明兩國商貿往來歷史悠久。而印尼國家博物館亦收藏漢代、宋代、元代、明代、清代瓷器藏品，證明中國與印尼的商貿往來綿延兩世紀。研究指出西漢時已有人取道印尼前往印度，貿易往來隨之建立。中國地理古籍慣稱印尼群島為南洋；印尼群島向中國輸出香料、金、錫、象牙、虎皮等物，中國則向印尼群島輸出絲綢和瓷器。中國僧人義淨到印度取經前後曾在671年到訪室利佛逝，為期六個月。中國古籍尚有其他關於印尼群島的記載。
義淨回國後，尚有不少旅行家到訪印尼群島，並描述其狀況；中國當時和印尼一直和睦共處（元兵入侵除外）。1293年，元世祖忽必烈出兵爪哇，懲罰當地國王，不過爪哇卻壯大起來，建立滿者伯夷帝國。馬來群島諸帝國和中國都有貿易往來。鄭和下西洋時曾到訪馬來半島、蘇門答臘和爪哇，並令中國在當地的影響擴大，對華人移民當地亦有推進作用。
華人在荷屬東印度時期大舉遷入印尼群島，以應付當地勞工需求。他們多是閩粵人士，在婆羅洲西部、蘇門答臘和爪哇北岸定居。

### 从建交到断交
1950年4月13日，中华人民共和国与印度尼西亚共和国建立正式外交关系。
1965年，九·三〇事件爆發后，两国关系恶化。1965年10月16日下午，40多印尼武装军人，强行搜查、冲、砸了中国大使馆商务参赞处。中华人民共和国外交部、驻印尼大使馆提出强烈抗议，中国新闻媒体打破九·三〇事件后不报道印尼国内局势的态度，“以带倾向性报道的形式，支持印尼人民的革命力量”，紧急改派游击斗争经验丰富的姚登山（所创建的游击队后发展沿革为“雷锋团”）出任驻印尼大使馆政务参赞。10月22日，印尼陆军对中国援建的班加兰纺织厂专家实施了侮辱性搜身检查，中国撤回专家。从1965年11月2日连续发生数千人冲砸中国驻棉兰、望加锡、马辰等地的领事馆与驻雅加达总领事馆事件。1966年4月7日中国召回驻印尼大使姚仲明，姚登山任中国驻印尼大使馆代办。1966年4月15日，“一百余名印尼军警部队伙同右派暴徒，共一千余人，用装甲车和卡车撞开了大门，冲进大使馆内，扯下了中华人民共和国国旗，狂叫反华口号，大肆破坏，砸毁和烧毁了大使馆的房屋、设备、汽车、文件和用品，抢走了汽车和大量财物，打伤了一等秘书吕子波、副武官时心仁等中国外交官五人。”印尼副总理兼外交部长马利克事前在集会上发表煽动性讲话，事后接见冲砸大使馆的暴徒，大加赞扬。4月18日两国中断贸易关系。
1967年4月23日，再次发生了大批印尼军警包围中国驻印尼大使馆，中国驻雅加达总领事徐仁被武装劫持扣留八小时。4月24日，印尼政府宣布中国驻印尼大使馆临时代办姚登山和驻雅加达总领事徐仁为“不受欢迎的人”。中国政府随即向印尼政府提出最强烈的抗议，并宣布印尼驻中国临时代办巴伦和参赞苏玛尔诺为“不受欢迎的人”。 4月28日，姚登山和徐仁乘飞机离开雅加达回国。他们在雅加达机场受到北越、朝鲜、古巴、柬埔寨、阿富汗、叙利亚和阿尔及利亚使馆工作人员的热情欢送。1967年4月30日，姚登山和徐仁回到北京，周恩来、陈伯达、康生、李富春、陈毅、李先念、谭震林等领导人及7000名首都群众在机场迎接，场面隆重之极。第二天五一劳动节，姚登山和徐仁被安排登上天门城楼，受到中国共产党主席毛泽东和副主席林彪亲自接见。《人民日报》发文称赞姚和徐是毛主席的红色外交战士。 
1967年6月16日，印尼国会通过决议，授权印尼政府“根据情况发展，就印尼和中国之间的关系采取坚决措施，必要时断绝外交关系”。1967年8月5日上午，大批军人带领并开枪助威，上千右派暴徒用卡车撞开中国驻印尼大使馆的大门，狂呼口号，打伤4名中国外交官，砸毁全部家具和设备，纵火焚烧馆舍。1967年8月8日，印尼驻华大使馆向中华人民共和国外交部送来抗议照会，遭中方拒收。8月24日，印尼外交部照会中国驻印尼大使馆，以无法进行正常活动为由，决定将其驻华外交人员全部撤回；中国使馆拒收照会，并给予驳斥。8月28日，印尼驻华使馆照会中华人民共和国外交部，宣布奉命撤走全部人员；中方对此未予置理。1967年9月14日印尼宣布中国驻印尼使馆临时代办吕子波为“不受欢迎的人”，限期9月18日前离境。1967年10月1日凌晨3时，大批武装军警与上千名右派暴徒袭击中国驻印尼大使馆，使馆全体20人均被打伤，其中临时代办黄文胜等人中弹重伤，烧砸了全部设备、汽车和公私物品，烧毁了使馆的中国国旗和毛泽东画像，抢走了电台、文件档案与财务，武装占领11小时。这是九·三〇事件爆發后两年内，中国驻印尼外交机构遭第43次袭击，人员被枪伤或殴伤累计68人次，中国发出外交抗议照会累计33份。随后，切断了中国驻印尼大使馆的水、电、燃气供应与一切通讯手段，限制中国外交人员一切出入。
1967年10月23日，印尼外交部照会，宣布印尼政府决定关闭驻华大使馆，要求中国自1967年10月30日起关闭其驻印尼大使馆、驻雅加达总领事馆、驻棉兰、马辰、望加锡的领事馆，上述机构的中国外交人员最短时期内离境。1967年10月27日，中国发表声明与印尼断交，并于10月31日关闭驻印度尼西亚大使馆，召回使馆人员。由罗马尼亚驻印尼大使馆全面代管中国和中国公民在印尼的一切权益。印尼宣布其在华权益由柬埔寨代管。

### 复交過程
1970年代，中國的對外關係出現很大的變化，自1971年中華人民共和國恢復在聯合國的合法權利，1972年尼克遜訪華，中日建交等事件令印尼重新考量與中國的關係。1975年印尼總統蘇哈托公開表示準備改善與中國的關係，1977年印尼首次派出代表團參加廣州交易會，1985年中國應印尼政府邀請，派出以吳學謙為首的代表團到印尼出席萬隆會議召開30周年的紀念活動。
1989年初，印尼時任外交部長阿里·阿拉塔斯透過駐聯合國大使向中方提出兩國外長正式會面的邀請，獲得中方的正面回應。同年2月，乘出席日本天皇裕仁國葬之便，印尼總統蘇哈托與中國外長錢其琛在日本東京會面，為中印斷交後兩國最高級別會談。這次會談確認關於兩國復交的共同意願，並同意兩國應盡快進行相關協商。雖然有關工作因中國國內發生六四事件而短暫中斷，但於同年8月和10月，阿拉塔斯與錢其琛進行兩次會面，落實兩國關於復交的會談細節。同年12月4至8日兩國代表於雅加達就關於兩國關係正常化的技術性問題進行會面。及後於1990年在北京和香港進行多次會談，就技術性問題達成協議。

### 正式复交
1990年7月1日，應錢其琛邀請，阿拉塔斯對中國進行正式訪問，為兩國斷交後印尼外長首次正式訪問中國，獲時任中共中央總書記江澤民接見。阿拉塔斯和錢其琛在北京就兩國復交事宜進行兩輪正式會談，並就下列事宜達成一致：
1. 中華人民共和國與印尼於1990年8月8日正式恢复大使級外交關係，兩國互派大使；
2. 中國國務院總理李鵬於1990年8月6至9日對印度尼西亞進行正式訪問；
3. 兩國於1990年7月3日於北京簽署復交公報。

1990年7月3日，中印兩國於北京釣魚台國賓館簽署復交公報。阿拉塔斯和錢其琛出席簽字儀式及舉行聯合記者會。李鵬於1990年8月6至9日對印度尼西亞進行正式訪問，两国外长分别代表本国政府签署《关于恢复外交关系的谅解备忘录》，宣布自当日起正式恢复两国外交关系，並同時簽署商貿等多個領域的正式協議。
2020年4月13日，中共中央总书记兼中国国家主席习近平同印度尼西亚总统佐科·維多多互致贺电，庆祝两国建交70周年。

## 經貿

### 贸易
- 根據美國中央情報局2012年資料，中华人民共和国是印度尼西亚的第二大出口夥伴國，佔後者的出口總額的11.4%。
- 根據美國中央情報局2012年資料，中华人民共和国是印度尼西亚的第一大進口夥伴國，佔後者的進口總額的15.3%。
- 根據中華人民共和國外交部的公開資料，2022年中印尼双边贸易额1491亿美元，同比增长19.8％，其中中华人民共和国出口额为713.2亿美元、进口额为777.7亿美元，同比分别增长17.8％和21.7％，双边贸易基本平衡。[21]

截至2024年，签署“一带一路”相关合作文件的国家，印尼为其中之一

中国与印尼之间的贸易不断增长，特别是在2010年初中国—东盟自由贸易区成立之后。事实上，虽然2003年印尼与中国的贸易额仅为38亿美元，但2010年却增长了近10倍，达到了361亿美元。中国已通过经济改革转型为21世纪经济增长最快的国家，这带动了外商对“竹网”的投资增加。“竹网”是由在东南亚市场经营的有着共同家族和文化联系的海外华人企业组成的网络。
中国继续保持印尼第一大贸易伙伴地位，为印尼第一大进出口市场，其中中国继日本、美国之后成为印尼第一大出口目的地，出口额达168亿美元。中国也是印尼最重要的进口来源国，2016年达308亿美元，占印尼进口额的22.7%。然而，该贸易形势仅对中国有利，因为印尼2016年的贸易逆差高达140亿美元。
从中国角度看，自2010年以来，东盟已成为继欧盟、日本和美国之后的第四大贸易伙伴。在东盟成员国中，印尼是中国第四大贸易伙伴，根据中国商务部2010年5月的数据，印尼与中国的贸易额达124亿美元，仅次于马来西亚（222亿美元）、新加坡（179亿美元）和泰国（157亿美元）。

### 投资
在印尼，中国企业投资领域包括但不限于采矿业、水电、太阳能电池板生产、电动汽车电池和工业硅等。（p. 106）
2011年4月，印尼与中国签署了关于印尼工业技术发展及中国对相关领域投资的谅解备忘录。（p. 160）
中国是继新加坡之后对印尼提供援助的第二大国，同时还为印尼提供了多项基础设施项目的资助和开发，以促进印尼经济的增长，特别是在公用事业、交通运输、工业以及旅游业领域，近年来援助流入量激增。

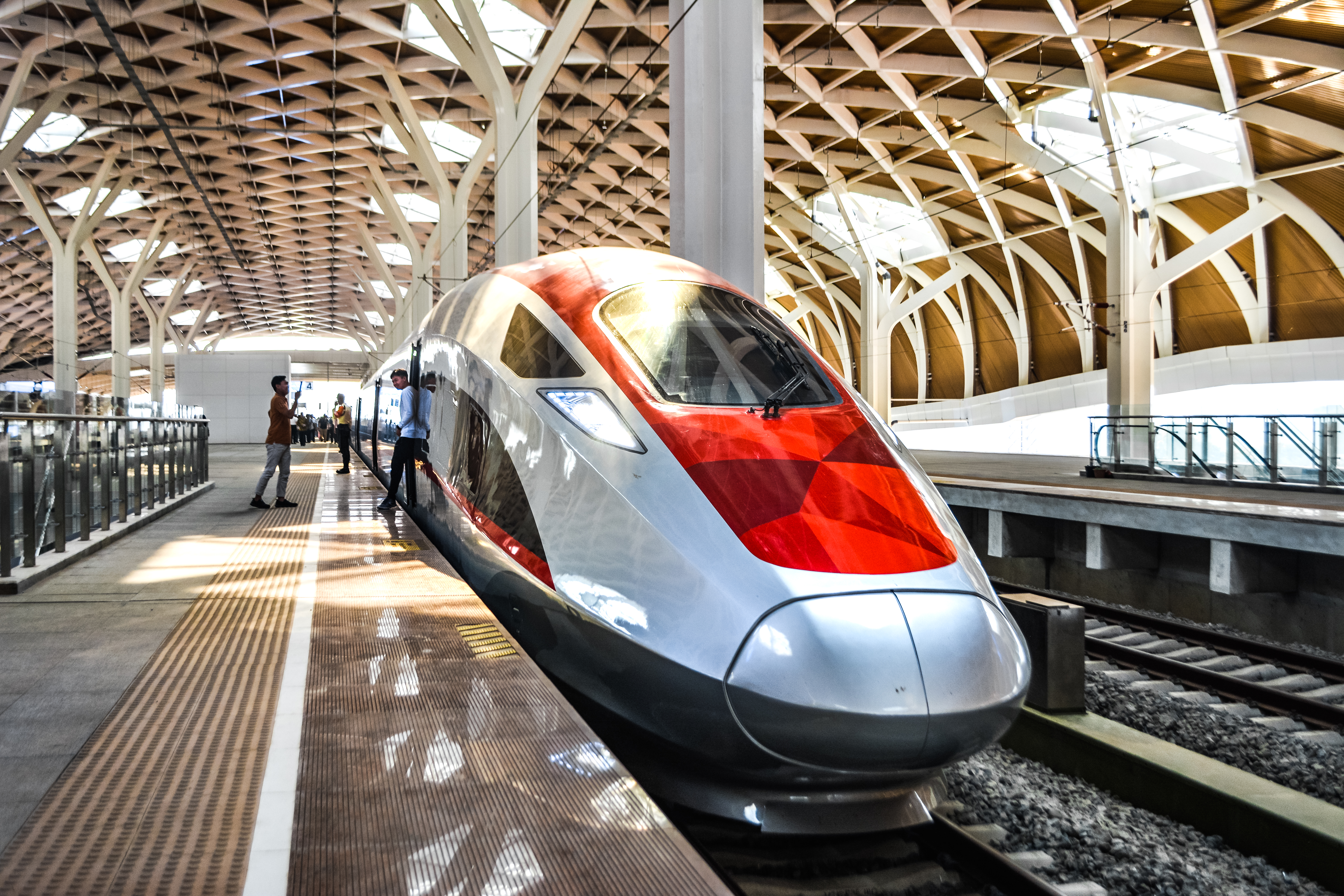
停靠在哈利姆站的KCIC400AF。雅万高铁是中国首个真正意义上的海外高铁项目，是“一带一路”倡议的典范

2015年9月下旬，印尼将价值数十亿美元的雅万高铁项目转让给中国。据称，由中国承包修建雅万高铁，且不需要印尼提供贷款担保或资金，这是雅加达做出这一决定的转折点。
雅万高铁原计划于2019年开始通车运营。然而，由于土地征用问题和随后的新冠肺炎疫情，该项目停滞了数天。雅万高铁最终于2023年10月2日正式通车。

2021年末，时任印尼总统佐科·维多多动工兴建一个耗资1320亿美元的“绿色”工业区，该工业区位于婆罗洲，由中国和阿联酋投资，并由中国资助的水电站供电。
2024年，印尼突然对一系列中国商品征收高达200%的关税。2024年，《金融时报》报道称，印尼正试图减少中国对新镍矿开采和加工项目的投资。这一战略旨在帮助印尼的行业获得美国的税收优惠，与拜登政府限制北京对电动汽车供应链影响的努力保持一致。印尼政府和行业利益相关者正在重组镍投资交易，将中国公司定位为少数股东。

## 安全合作
2012年7月，印尼与中国举行双边反恐演习。（p. 161）

## 民意调查
据2014年BBC国际服务民意调查显示，52%的印尼人对中国持正面看法，而28%的人则主要持负面看法。皮尤研究中心于2019年的一项民意调查发现，36%的印尼人对中国持好感，而36%的人持负面看法。根据澳大利亚智库洛伊研究所于2021年12月的一项调查，印尼公民对中国的警惕性越来越高，3,000名受访者中有六成同意雅加达应该与其他国家联手遏制中国的霸权。只有43%的受访印尼人表示他们认为中国的增长对印尼有利——低于2011年的54%。据晨间咨询于2022年7月进行的一项民意调查，46%的印尼人对中国持好感，而18%的人对中国持负面看法。

## 图库

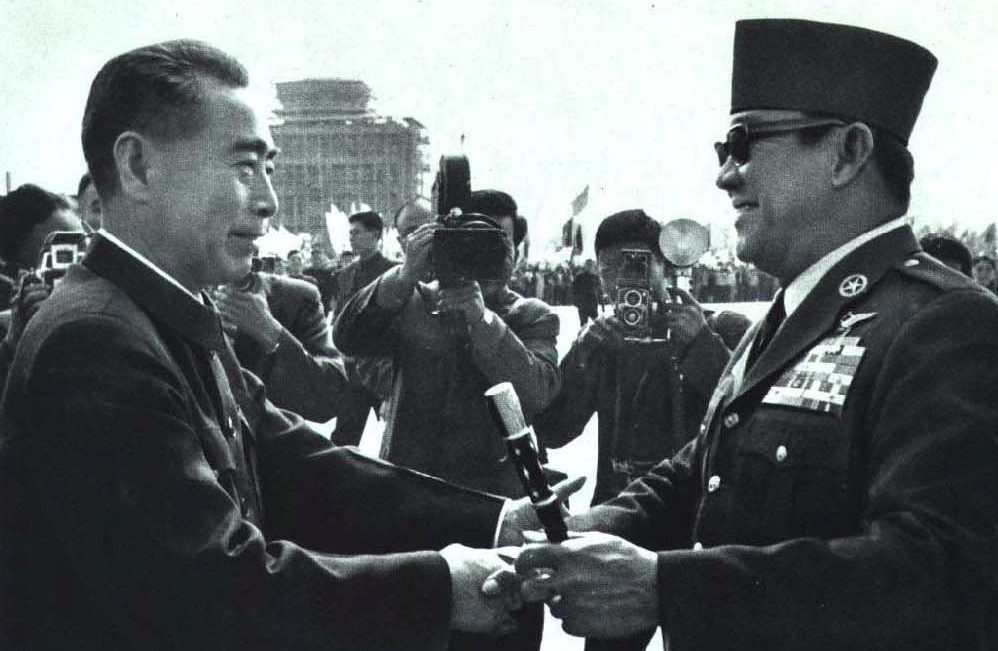
1964年11月4日 印尼总统苏加诺访华与周恩来会面
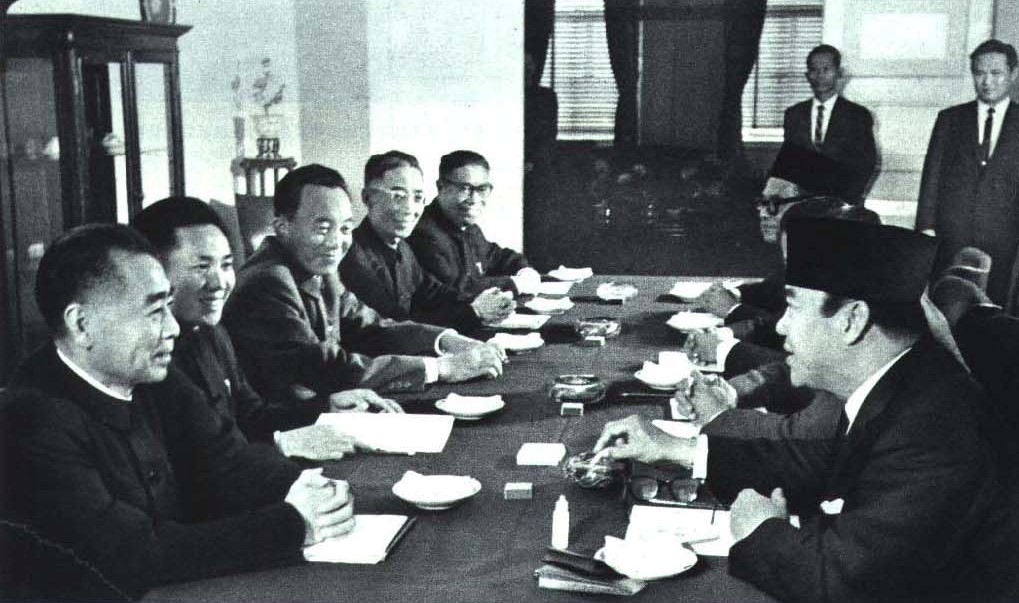
1964年11月4日 印尼总统苏加诺访华与周恩来会谈
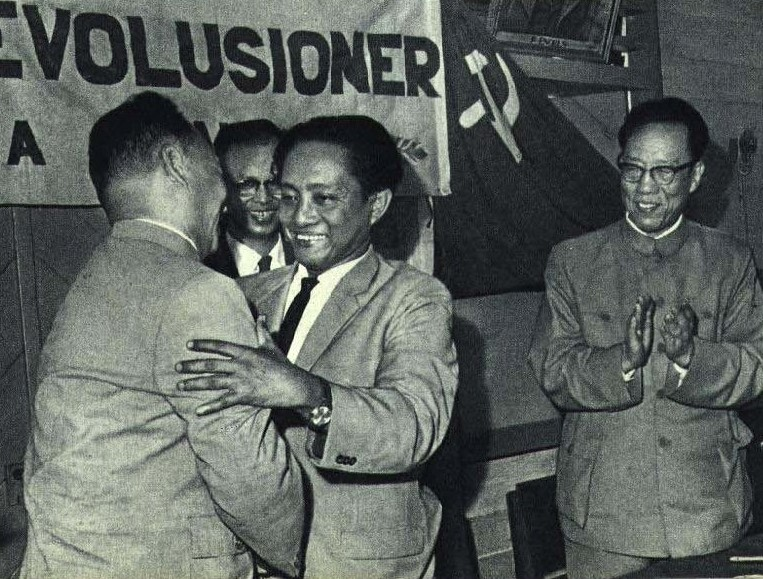
1965年彭真率团访问印度尼西亚，與印度尼西亞共產黨總書記艾地擁抱

## 外部連結
| - 中國駐印度尼西亞大使館官方網站（简体中文）（英文）（印尼文） - 中國駐印度尼西亞大使館經濟商務處官方網站（简体中文） - 中國駐泗水總領事館官方網站（简体中文）（印尼文） - 中國駐泗水總領事館經貿之窗官方網站（简体中文） - 中國駐棉蘭總領事館官方網站（简体中文）（英文） - 中國駐棉蘭總領事館經貿之窗官方網站（简体中文） - 中國駐登巴薩總領事館官方網站（简体中文）（印尼文） | - 印尼駐華大使館官方網站（简体中文）（英文）（印尼文） - 印尼駐香港總領事館官方網站（印尼文） |